# Atractus darienensis
Atractus darienensis — вид змій родини полозових (Colubridae). Ендемік Панами.

## Поширення і екологія
Atractus darienensis відомі за типовим зрізком, зібраним на північних схилах гірського масиву Серро-Пірре в Національному парку Дар'єн на сході Панами, на висоті 500 м над рівнем моря. Вони живуть у вологих рівнинних тропічних лісах, в лісовій підстилці. Ведуть нічний спосіб життя.